# Helliwell Hills
Die Helliwell Hills sind eine Gruppe felsiger Hügel und niedriger Berge, die sich über eine Länge von rund 29 km und einer Breite von 14 km in den Usarp Mountains im nördlichen Viktorialand erstrecken. Sie liegen südlich des Gressitt-Gletschers und auf halbem Weg zwischen den Emlen Peaks und der Morozumi Range. 
Die geodätische Vermessung erfolgte durch den United States Geological Survey und mithilfe von Luftaufnahmen der United States Navy von 1960 bis 1963. Das Advisory Committee on Antarctic Names benannte sie 1964 nach Robert A. Helliwell (1920–2011) von der Stanford University, der im Rahmen des United States Antarctic Program Studien zu ionosphärischen Niederfrequenzsignalen durchführte.

## Fossilien
Während der Expedition GANOVEX XI im antarktischen Sommer 2015/16 fanden Wissenschaftler in den Helliwell Hills, die der Beacon Supergroup zugerechnet werden, ein Ichnofossil, das dem Ichnogenus Procolophonichnium (Gruppe der Procolophonoidea) zugeordnet wird. Es stammt aus dem frühen Perm bzw. der frühen Trias und ist das größte bekannte Ichnofossil dieses Ichnogenus.